# Herminos
Herminos (griechisch Ἑρμῖνος Hermínos, latinisiert Herminus; * um 115/120) war ein antiker griechischer Philosoph. Er gehörte der peripatetischen Richtung an.
Über Herminos wird berichtet, dass er ein Schüler des Aspasios und einer der Lehrer des Alexander von Aphrodisias war, welcher ihn in seinem Kommentar zur Topik (569, 3–5) zitiert.
Ein Hinweis auf Herminos findet sich in Boethius’ Kommentar zu De interpretatione (39, 25ff.), wo berichtet wird, dass für Herminos die Bedeutung einer Aussage für unterschiedliche Menschen verschieden sein kann. Im Kommentar des Simplikios zu den Kategorien (CAG 11, 13–18) wird ihm die Auffassung zugeschrieben, dass der Zweck der Kategorien sowohl in der Bezeichnung einfacher sprachlicher Ausdrücke als auch in der Bezeichnung von Dingen und schließlich auch von Begriffen, aber nicht in der Beschreibung grammatischer Strukturen liege. Eine ähnliche Aussage findet sich auch im Kommentar des Porphyrios zu den Kategorien (59, 10–17).

## Textausgabe
- Heinrich Schmidt: De Hermino Peripatetico. Dissertation Marburg 1907 (online)